# Тејлор Крик (Флорида)
Тејлор Крик (енгл. Taylor Creek) насељено је место без административног статуса у америчкој савезној држави Флорида.

## Демографија
По попису из 2010. године број становника је 4.348, што је 59 (1,4%) становника више него 2000. године.
| Група             | 2000.         | 2010.         |
| Белци             | 3.976 (92,7%) | 3.827 (88,0%) |
| Афроамериканци    | 11 (0,3%)     | 43 (1,0%)     |
| Азијати           | 26 (0,6%)     | 62 (1,4%)     |
| Хиспаноамериканци | 221 (5,2%)    | 357 (8,2%)    |
| Укупно            | 4.289         | 4.348         |